# Březina (Mladá Boleslav-i járás)
Březina település Csehországban, a Mladá Boleslav-i járásban. Březina Loukov, Žďár, Boseň, Loukovec és Mnichovo Hradiště településekkel határos. Lakosainak száma 438 fő (2024. január 1.).

## Népesség
A település lakosságának változását az alábbi diagram mutatja:
| Lakosok száma | 439  | 485  | 417  | 331  | 359  | 335  | 413  | 399  | 421  | 438  |
|               | 1869 | 1890 | 1921 | 1950 | 1980 | 2001 | 2017 | 2019 | 2022 | 2024 |